# Duffys Forest
Duffys Forest é um subúrbio do norte de Sydney, no estado da Nova Gales do Sul, na Austrália, situado a 28 quilômetros ao norte do distrito empresarial central de Sydney, na área do governo local do Conselho de Northern Beaches. Duffys Forest faz parte da região Northern Beaches. Em 2011, sua população era de 436 habitantes.